# 박영훈 (영화 감독)
박영훈(朴英勳, 1964년 8월 11일 ~ )은 연극배우·영화배우·연극평론가·영화평론가·연극연출가로 활약하였던 대한민국 영화감독 겸 각색가이다.

## 학력
- 동국대학교 연극영화학과 학사

## 주요 이력
1983년 연극배우 첫 데뷔하였으며 1989년 영화 《겨울의 길목》에 조연하여 영화배우 데뷔하였다.
개그맨 겸 기업가 이경규, 연기자 이효정 등은 그의 동국대 직속 선배이며 연기자 김상중, 개그우먼 이경실, 연기자 박신양, 연기자 겸 기업가 홍진경 등은 동국대 직속 후배이다.

## 출연작

### 연극
- 1983년 《햄릿》 ... 오즈리크 역(단역)

### 뮤지컬
- 1984년 《스크루지의 비애》 ... 로널드 역(단역)

### 영화
- 1989년 《겨울의 길목》 ... (조연)

## 영화 연출작

### 연출 작품
- 2002년 《중독》

### 감독 작품
- 2005년 《댄서의 순정》
- 2007년 《브라보 마이 라이프》

### 각색 작품
- 2005년 《댄서의 순정》
- 2007년 《브라보 마이 라이프》